# La cançó dels noms oblidats
La cançó dels noms oblidats (títol original en anglès, The Song of Names) és una pel·lícula dramàtica del 2019 dirigida per François Girard. És una adaptació de la novel·la homònima de Norman Lebrecht i és protagonitzada per Tim Roth i Clive Owen com a amics de la infància als quals la Segona Guerra Mundial els canvia la vida. La pel·lícula es va estrenar al Festival Internacional de Cinema de Toronto del 2019. La pel·lícula va ser nominada a nou Canadian Screen Awards i en va guanyar cinc. S'ha doblat al valencià per a À Punt amb el títol de La cançó dels noms oblidats, i al català central per a TV3 amb el nom de La cançó dels noms.